# Juan Jacinto
Juan Carlos Jacinto Jiménez (ur. 2 lipca 1978) – dominikański judoka. Trzykrotny olimpijczyk. Zajął trzynaste miejsce w Pekinie 2008, odpadł w eliminacjach w Sydney 2000 i Atenach 2004. Walczył w wadze ekstralekkiej i półlekkiej.
Uczestnik mistrzostw świata w 1999, 2001, 2005 i 2007. Startował w Pucharze Świata w 2001. Brązowy medalista igrzysk panamerykańskich w 1999; piąty w 2003 i 2007. Zdobył cztery medale igrzysk Ameryki Środkowej i Karaibów, a także siedem medali na mistrzostwach panamerykańskich w latach 1998 - 2008.

## Letnie Igrzyska Olimpijskie 2000
| Konkurencja | Eliminacje          | Klas. końcowa |
| Konkurencja | Przeciwnik I        | Miejsce       |
| ----------- | ------------------- | ------------- |
| 60 kg       | Umar Rabahi (ALG) P | 1 runda       |

## Letnie Igrzyska Olimpijskie 2004
| Konkurencja | Eliminacje                     | Klas. końcowa |
| Konkurencja | Przeciwnik I                   | Miejsce       |
| ----------- | ------------------------------ | ------------- |
| 66 kg       | Muratbiek Kypszakbajew (KAZ) P | 1 runda       |

## Letnie Igrzyska Olimpijskie 2008
| Konkurencja | Eliminacje               | Repasaże                  | Klas. końcowa |
| Konkurencja | Przeciwnik I             | Przeciwnik I              | Miejsce       |
| ----------- | ------------------------ | ------------------------- | ------------- |
| 66 kg       | Masato Uchishiba (JPN) P | Arasz Miresma’ili (IRI) P | 13.           |